# I'm a Cliche
"I'm a Cliche" is een nummer van de Nederlandse zangeres Anouk. Het nummer werd uitgebracht op haar album To Get Her Together uit 2011. Op 27 juni van dat jaar werd het nummer uitgebracht als de derde single van het album.

## Achtergrond
"I'm a Cliche" is geschreven door Anouk en Ryan Leslie en geproduceerd door Tore Johansson. Nadat haar vorige single "Down & Dirty" een stevig nummer was, werd er met "I'm a Cliche" een meer gevoelige toon aangeslagen. De single werd uitgeroepen tot Alarmschijf en werd een hit in Nederland. Het kwam tot plaats 16 in de Top 40 en plaats 37 in de Single Top 100.
De videoclip van "I'm a Cliche" is opgenomen in Amsterdam-Oost en is geregisseerd door Dana Nechushtan. Anouk wilde met Nechushtan samenwerken omdat zij een fan was van haar serie Dunya & Desie. In de clip wordt Anouk twee keer doodgereden en een keer doodgeschoten. Mensen die dit zien gebeuren, pakken hun mobiele telefoon en maken foto's en videos van haar lichaam. Anouk staat zelf ook iedere keer te kijken naar haar lichaam, voordat zij doorloopt. Deze beelden zorgden online voor enige ophef.

## Hitnoteringen

### Nederlandse Top 40
| Hitnotering: 02-07-2011 t/m 27-08-2011 | Hitnotering: 02-07-2011 t/m 27-08-2011 | Hitnotering: 02-07-2011 t/m 27-08-2011 | Hitnotering: 02-07-2011 t/m 27-08-2011 | Hitnotering: 02-07-2011 t/m 27-08-2011 | Hitnotering: 02-07-2011 t/m 27-08-2011 | Hitnotering: 02-07-2011 t/m 27-08-2011 | Hitnotering: 02-07-2011 t/m 27-08-2011 | Hitnotering: 02-07-2011 t/m 27-08-2011 | Hitnotering: 02-07-2011 t/m 27-08-2011 | Hitnotering: 02-07-2011 t/m 27-08-2011 |
| Week                                   | 1                                      | 2                                      | 3                                      | 4                                      | 5                                      | 6                                      | 7                                      | 8                                      | 9                                      |                                        |
| -------------------------------------- | -------------------------------------- | -------------------------------------- | -------------------------------------- | -------------------------------------- | -------------------------------------- | -------------------------------------- | -------------------------------------- | -------------------------------------- | -------------------------------------- | -------------------------------------- |
| Positie                                | 26                                     | 19                                     | 17                                     | 16                                     | 18                                     | 20                                     | 27                                     | 31                                     | 32                                     | uit                                    |

### Single Top 100
| Hitnotering: 25-06-2011 t/m 17-09-2011 | Hitnotering: 25-06-2011 t/m 17-09-2011 | Hitnotering: 25-06-2011 t/m 17-09-2011 | Hitnotering: 25-06-2011 t/m 17-09-2011 | Hitnotering: 25-06-2011 t/m 17-09-2011 | Hitnotering: 25-06-2011 t/m 17-09-2011 | Hitnotering: 25-06-2011 t/m 17-09-2011 | Hitnotering: 25-06-2011 t/m 17-09-2011 | Hitnotering: 25-06-2011 t/m 17-09-2011 | Hitnotering: 25-06-2011 t/m 17-09-2011 | Hitnotering: 25-06-2011 t/m 17-09-2011 | Hitnotering: 25-06-2011 t/m 17-09-2011 | Hitnotering: 25-06-2011 t/m 17-09-2011 | Hitnotering: 25-06-2011 t/m 17-09-2011 | Hitnotering: 25-06-2011 t/m 17-09-2011 |
| Week                                   | 1                                      | 2                                      | 3                                      | 4                                      | 5                                      | 6                                      | 7                                      | 8                                      | 9                                      | 10                                     | 11                                     | 12                                     | 13                                     |                                        |
| -------------------------------------- | -------------------------------------- | -------------------------------------- | -------------------------------------- | -------------------------------------- | -------------------------------------- | -------------------------------------- | -------------------------------------- | -------------------------------------- | -------------------------------------- | -------------------------------------- | -------------------------------------- | -------------------------------------- | -------------------------------------- | -------------------------------------- |
| Positie                                | 70                                     | 41                                     | 42                                     | 37                                     | 40                                     | 39                                     | 49                                     | 38                                     | 46                                     | 52                                     | 59                                     | 67                                     | 79                                     | uit                                    |

### NPO Radio 2 Top 2000
| Nummer met noteringen in de NPO Radio 2 Top 2000 | '11  | '12  |
| ------------------------------------------------ | ---- | ---- |
| I'm a Cliche                                     | 1623 | 1608 |

1. ↑  Een vetgedrukt getal geeft de hoogste notering aan.
2. ↑  2011 was het eerste jaar met een notering voor dit nummer.
3. ↑  Deze tabel is bijgewerkt tot en met de laatste editie (2024).